# Kōsaku Shima
Kōsaku Shima (島耕作, Shima Kōsaku, lit. Kōsaku Shima) est une série de mangas de Kenshi Hirokane, traitant d'un salarié fictif du nom de Kōsaku Shima. La première partie de la série, Kachō Kōsaku Shima, est publiée de 1983 à 1992 et remporte en 1991 le Prix du manga Kōdansha dans la catégorie générale.
Il décrit la vie du salaryman col blanc japonais qui a dévoué sa vie à sa compagnie. Le manga fut traduit en anglais partiellement par Kodansha Bilingual Editions. En plus des différentes séries de manga, la série est adaptée en ONA, anime, film live et drama.
En Février 2021, la série passe les 36 millions d'exemplaire en circulation.

## Controverse
Le 21 octobre 2024, Kenshi Hirokane et l’éditeur Kodansha Ltd. ont présenté leurs excuses pour une scène parue dans le magazine Morning le 17 octobre dans laquelle un personnage affirme que des personnes sont payées pour manifester contre la construction d'une nouvelle base militaire américaine à Okinawa. Ils ont reconnu que ce n’était qu'une rumeur et qu'ils n'avaient pas vérifié la valeur de cette affirmation. L'absence de payement aux manifestants anti-américains d'Okinawa a été reconnue lors d'un procès en 2023. La scène sera modifiée lors de la publication en livre.

## Séries

### Séries principales
- 1983-1992 : Kachō Shima Kōsaku (課長島耕作?, "Section Chief Kōsaku Shima") (17 volumes)
- 1992-2002 : Buchō Shima Kōsaku (部長島耕作?, "Manager Kōsaku Shima") (13 volumes)
- 2002-2005 : Torishimariyaku Shima Kōsaku (取締役島耕作?, "Assistant Director Kōsaku Shima") (8 volumes)
- 2005-2006 : Jōmu Shima Kōsaku (常務島耕作?, "Director Kōsaku Shima") (6 volumes)
- 2006-2008 : Senmu Shima Kōsaku (専務島耕作?, "Executive Director Kōsaku Shima") (5 volumes)
- 2008-2013 : Shachō Shima Kōsaku (社長島耕作?, "President Kōsaku Shima") (16 volumes)
- Depuis 2013 : Kaichō Shima Kōsaku (会長島耕作?, "Chairman Kōsaku Shima") (11 volumes)

### Séries dérivées
- 2001-2010 : Young Shima Kōsaku (ヤング島耕作?, "Young Kōsaku Shima") (8 volumes)
- 2010-2013 : Kakarichou Shima Kōsaku (係長島耕作?, "Subsection Chief Kōsaku Shima") (4 volumes)
- 2014-2017 : Gakusei Shima Kōsaku (学生島耕作?, "Student Kōsaku Shima") (6 volumes)

## Jeux vidéo
- 1993 : Kachō Kōsaku Shima: Super Business Adventure (Super Famicom) (publié par Yutaka)
- 2006 : CR Kachō Kōsaku Shima (Pachinko) (publié par Newgin)
- 2008 : Kachō Shima Kōsaku DS: Dekiru Otoko no Love & Success (Nintendo DS) (publié par Konami)